# HD 87243
HD 87243，又名BD+53 1384，SAO 27512、HR 3958，是一颗恒星，视星等为6.14，位于銀經162.14，銀緯50.15，其B1900.0坐标为赤經9h 58m 37s，赤緯+52° 50.15′ 21″。